# BVG D
BVG D는 베를린 지하철의 대형 규격용 차량이다. 제2차 세계 대전 종전 이후 서베를린에서 전쟁 이전에 사용했던 차량을 퇴역시키기 위하여 도입한 최초의 차량이다. 1956년부터 1965년까지 생산된 D형 차량 115편성은 철제 차체를 사용했다. 1965년부터 1971년까지 생산된 DL형 차량 101편성은 알루미늄 차체를 사용했다. 철제 차체 사용분은 1999년에 대부분 조선민주주의인민공화국으로 매각되었으며, DL 차량은 2004년까지 베를린에서 운행했다.
독일어 통화표의 D에 해당하는 Dora라는 별칭이 있으며, 철제 차체 사용분은 Stahl-Dora라고도 불린다.

## 구조와 사용
모든 차량은 동력차이며 이전 차량과 다르게 무동력차는 없다. 2량 1편성 내의 각 차량에는 운전대가 장착되어 있으며, 각 편성간은 자동연결기로 최대 3편성까지 병결 운행이 가능하다. 운행 초기에는 출퇴근 시간대에는 6량, 일반 시간대에는 4량, 야간 및 일요일 오전에는 2량으로 운행했다. 베를린 지하철 6호선은 베를린의 분단기에 중심 구간이 동베를린을 통과했고, 도중에 승강장 길이가 80 m인 프리드리히슈트라세역에 정차해야 했고 동베를린에서의 승강장 확장 공사가 어려웠기 때문에 2량이나 4량 편성으로밖에 운행할 수 없었다. 그 대신 출퇴근 시간대에는 2분 30초, 일반 시간대에는 5분 배차 간격으로 열차를 투입했다. 이를 뒷받침하기 위해서 차량 중량 감소를 통한 가속도 상승, 출입문 출입 시간 단축 등의 기술적인 조치가 취해졌다. 덕분에 표정속도를 30 km/h 이상으로 향상시킬 수 있었다.
1965년부터는 알루미늄 차체 차량(DL형)이 생산되었고, 중량이 약 26% 감소하여 전동기 출력이 줄어들었다. 1981년 이후 중검수에서 부식 문제가 발생하여 크롬 장식이 제거되었다.
1980년대 말 동베를린 BVB에서는 베를린 지하철 5호선의 회노역 방면 연장을 위해서 새로운 차량이 필요했고, 1988년에 서베를린 BVG에서 D57형 차량 50량(2022-2019, 2022-2053)을 구입했다. 1989년에는 D60형 차량 48편성(2060-2071, 2074/2075, 2078-2099, 2102-2113)이 동베를린으로 매각되었다. BVB에서는 D-I형(110 300-110 401)으로 차량을 불렀다. 전동기 출력이 조종되었고 자기제동 장치가 제거되었다. 동베를린 지하철 도색에 따라서 흰색(차체와 지붕) 및 노란색(전두부와 출입문) 도색이 칠해졌고, 서베를린 BVG에서 당시에 사용되지 않았던 출입문 닫힘 경고등/경고음 장치가 추가되었다. 개조 작업은 서베를린 BVG에서 진행했으며, 1988년 3월부터 110 326/327(구 2030/2031) 및 110 306/307(구 2008/2009)호 차량이 동베를린 BVB로 넘어갔다. 독일이 재통일되면서 동베를린 BVB로 매각된 차량 중 110 386-110 397(2096-2099, 2102-2109) 차량은 서베를린으로 되돌아왔다.

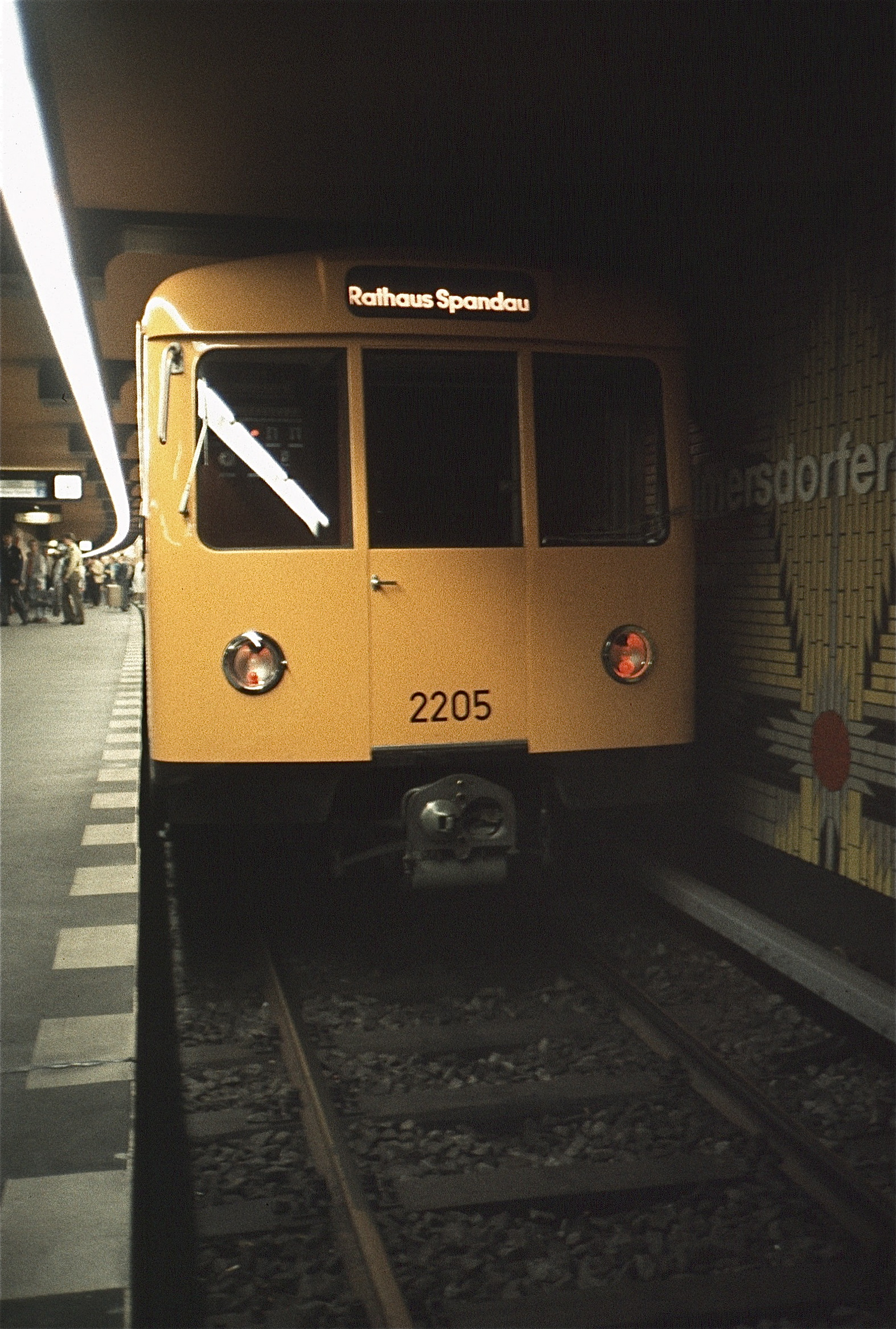
빌머스도르퍼 슈트라세역, 1986년
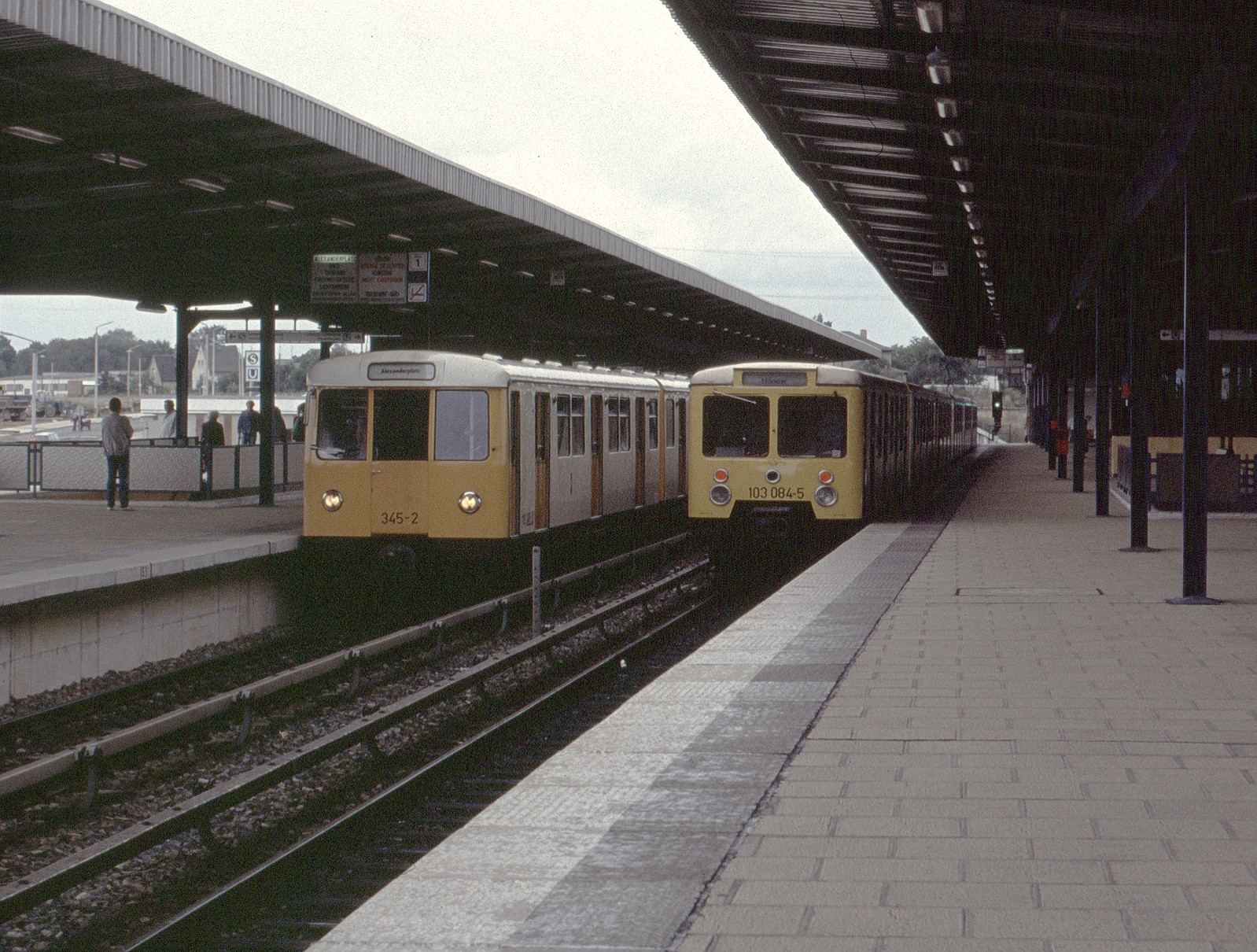
불레탈역에 있는 D형 전동차와 E형 전동차
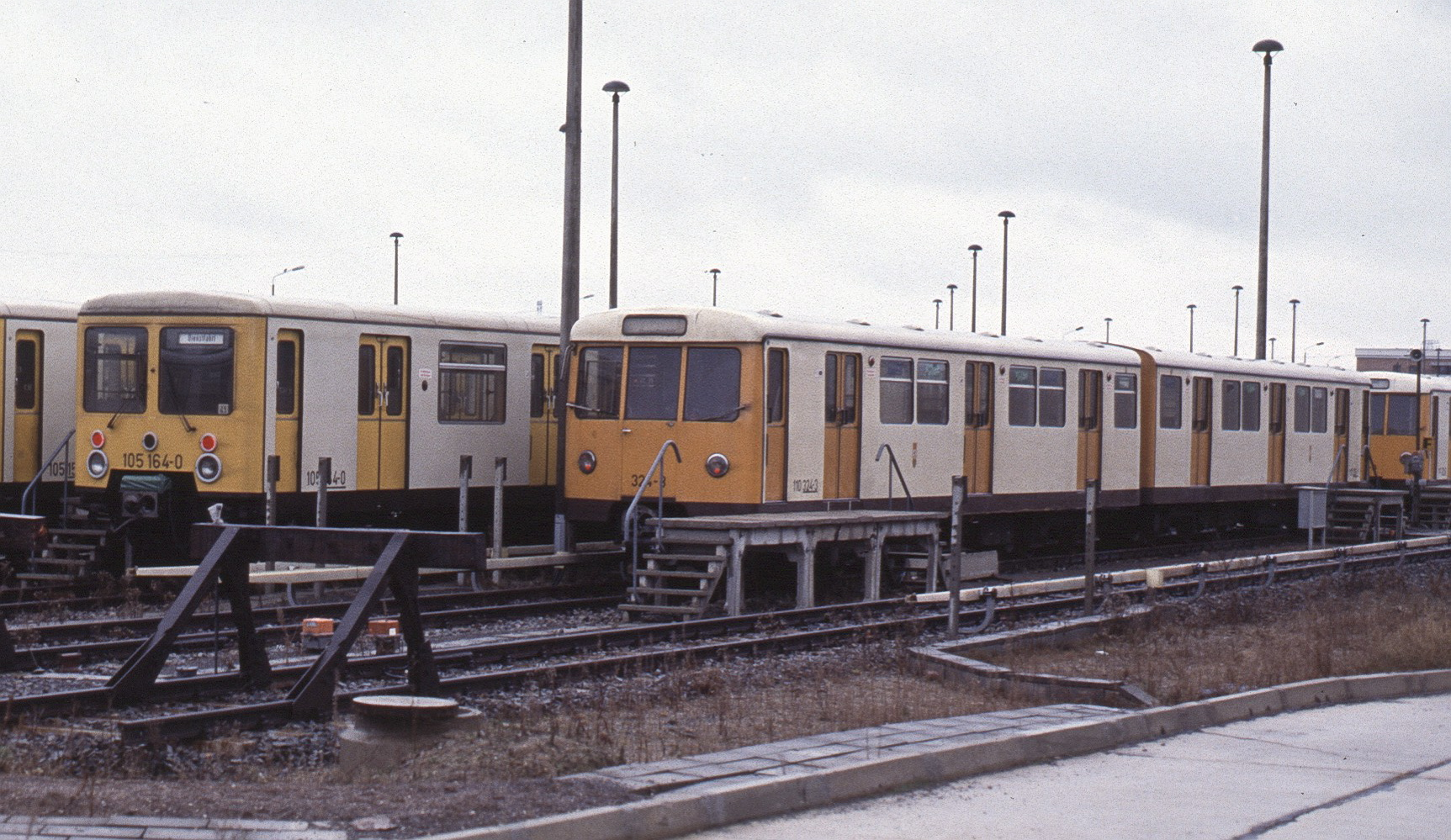
회노역 유치선에 있는 동베를린 도색을 한 D형 전동차와 E형 전동차, 1991년
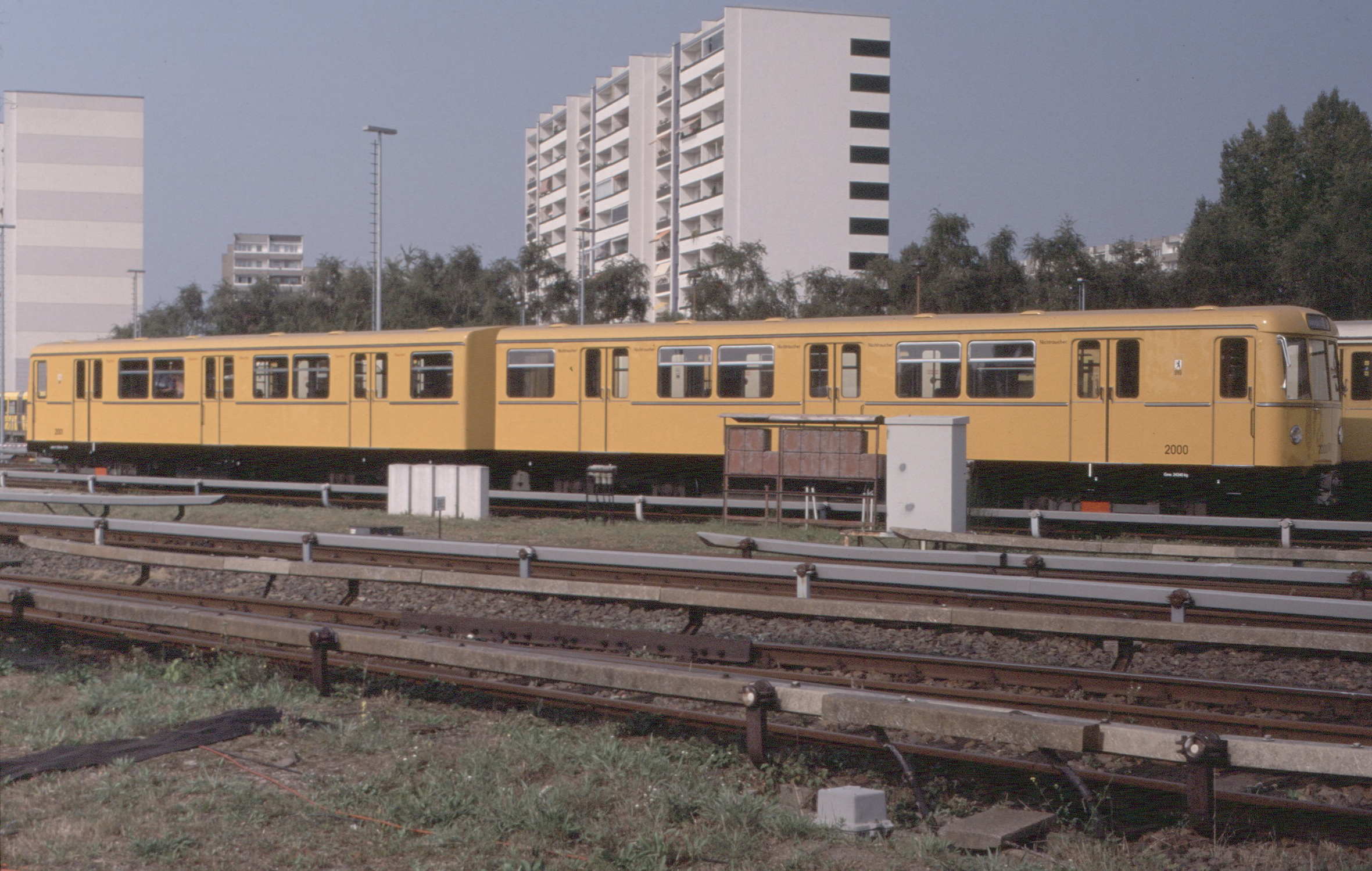
프리드리히스펠데 기지에 있는 2000/2001편성, 2002년
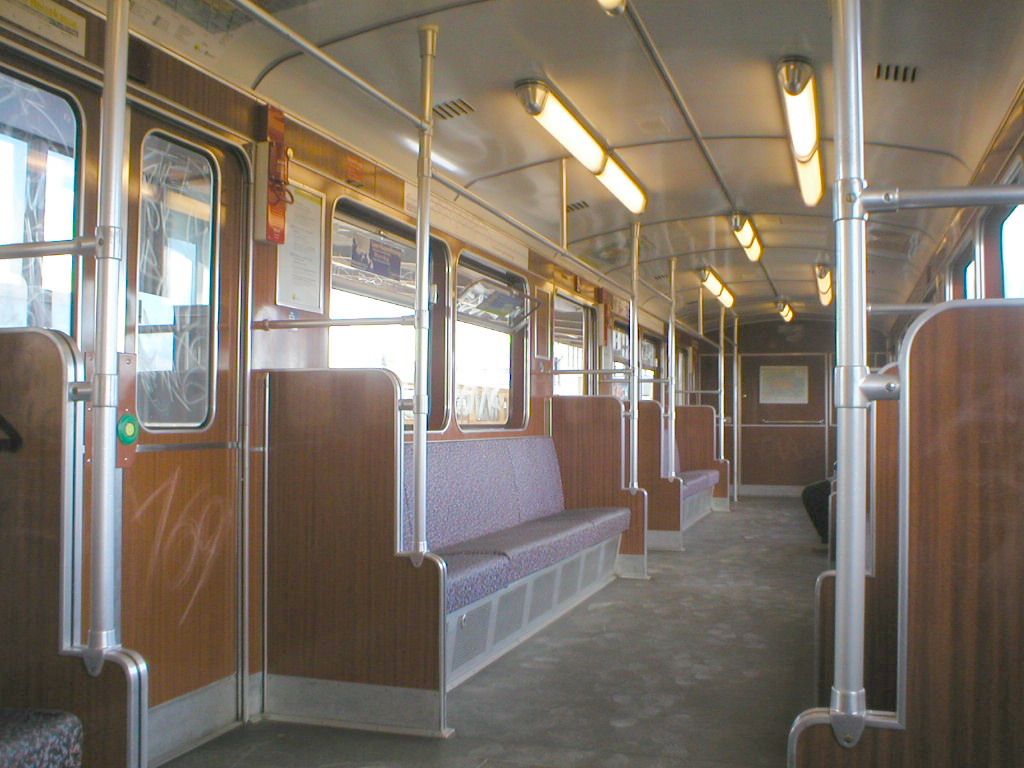
후기 내장재

## 퇴역 이후

### 조선민주주의인민공화국으로의 매각

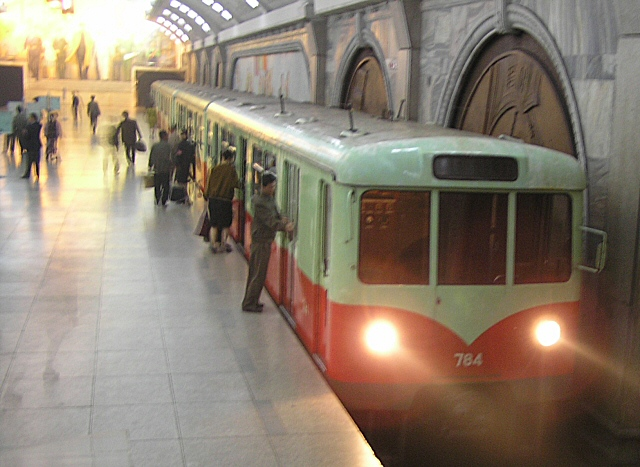
평양 지하철도 부흥역에 정차한 D형 열차

1996년 당시에 동베를린에서 사용했던 GI형, GII형 전동차 60량이 조선민주주의인민공화국으로 매각되었다. 1999년 BVG는 서베를린에서 사용되었던 1957년-1965년 생산분 D형 전동차 120량을 약 300만 마르크에 Schienenfahrzeuge Export-Import Handelsgesellschaft Berlin(SFH)에 매각했다. 실제 매각된 분량은 106량이고 이들은 평양 지하철도 운행에 사용되었다. 독일에서 비스마르항으로 운송된 다음 선박편으로 조선민주주의인민공화국으로 수송되었다. 운송 이후 빨간색과 연녹색 도색이 칠해졌고 광고판의 흔적은 제거되었다. 각각 차량에는 김일성과 김정일의 사진이 걸려 있다.

### 기타 매각 및 폐차
일부 차량은 다른 곳으로 매각 및 기증되었다. DL68형 차량 2260호는 2001년에 운행을 중단했고 네덜란드의 하르던베르흐(Hardenberg) 소재 기업으로 매각되어 사무실로 용도 변경되었다. 2348호 차량은 2005년 운행 중단 이후 베를린 경찰에 기증되어 슈판다우 지역에서 경찰 훈련용으로 사용 중이다. 2200호 차량의 전두부는 베를린 소재 기업체에 전시되어 있다. 2242호 차량의 전두부는 투름슈트라세 관제소에 있는 운행 시뮬레이터용으로 개조되었다. 이후 니더쇤하우젠 기지에 있는 Denkmalpflege-Verein Nahverkehr Berlin(DVN)에서 인수했으나 폐차되었다.
대부분 D 차량과 DL 차량은 2002년 이후 로켄주스라 및 에베르스발데에서 폐차되었다.

### 비영업 차량으로의 전환
D형 차량 중 2000/2001, 2020/2021편성(D56형, D57형)은 박물관 운행용으로 보존되어 있었다. 운행 초기에 사용되었던 크롬 외부 장식이 다시 장착되었다. 2012년 8월 18일에 마지막으로 보존 운행을 거쳤고, 2016년부터는 개조를 거쳐서 영업 운행에 임시로 사용되었다.
과거 2206/2207편성(D65형)은 브리츠 기지(4012/4013편성), 2214/2215편성(D65형)은 제슈트라세 기지(4014/4015편성)에서 작업용 차량으로 용도 변경되었다. 2182/2183편성(D65형)은 프리드리히스펠데 기지(4016/4017편성)에서 작업용 차량으로 사용되었으나 2017년 9월에 폐차되었다. 작업용 차량으로 사용되었기 때문에 개조 과정에서 주황색 도색이 칠해졌으며, 일부 승객용 창문도 제거되었다. DL68형 차량 중 일부는 프리드리히스펠데 기지(2246/2247편성), 브리츠 기지(4028/4029편성, 구 2340/2341편성)에 유치되었고 2004년부터는 이동형 창고로 사용되었다. 프리드리히스펠데 기지에 있었던 차량은 2016년 말부터 영업 운행에 임시로 사용되었다. 브리츠 기지에 있었던 차량은 구원 훈련용 차량으로 사용되었다가 2017년 9월에 폐차되었다.

### 임시적 재운행

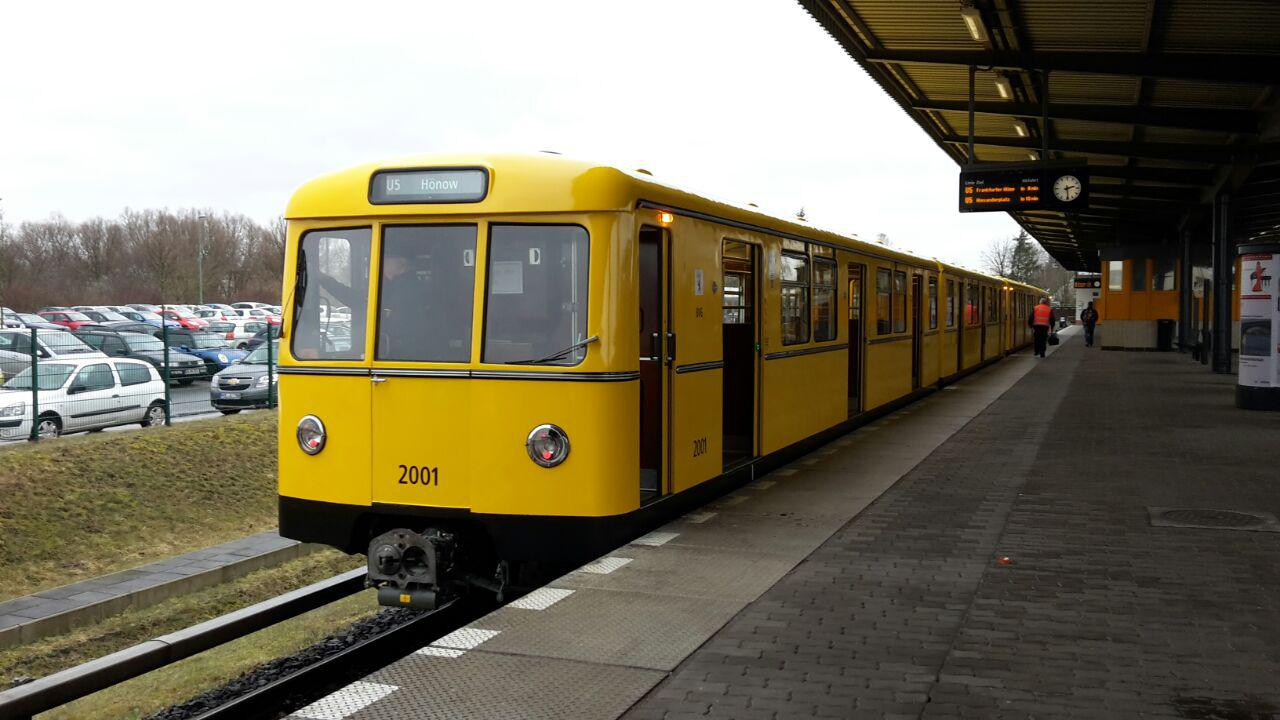
회노역에 있는 부활 운행 중인 전동차, 2017년 3월

BVG의 지하철 차량 부족으로 인하여 2017년부터 U55에 D형 차량 일부를 영업용으로 투입했다. 당시 이 노선은 다른 U반 노선과 연결되지 않은 상태에서 짧은 구간의 셔틀 운행만 했기 때문에, 운행 중이었던 F형 차량을 다른 노선용으로 전환하고 D형 차량을 재투입하기로 결정했다. 노선 차량 교체를 위해서 수직구를 통한 차량 반출입이 불가피했다. D형 차량 총 3편성이 부활 운행용으로 개수를 거쳤고, 내장재는 초기 운행 당시의 형태로 복원했다.
2016년 11월부터 D형 차량 운행이 재시작되었다. 헤니히스도르프 소재 Fahrzeugwerken Miraustraße (FWM)에서 개수 작업이 진행되었으며, 총 예산은 190만 유로였다. D형 열차 2020/2021편성은 2016년 11월 2일부터 U5 노선에서 시운전을 진행했다. 2000/2001편성은 2017년 3월 1일부터 4량 편성으로 병결된 상태에서 오후 4시 이후에 프랑크푸르터 알레-회노 구간에서 영업 시운전을 진행했다. 시운전 후 2017년 3월 24일에 U55 중앙역 북쪽의 수직구를 통해서 반입되었고, 운행 중이었던 F79형 차량과 교체되었다. DL68형 차량 2246/2247편성은 2017년 11월까지 개수 작업 중이었고 그 해 11월 24일에 U55 노선으로 투입되었다.
U5 노선과의 최종 연결 작업이 시작된 2020년 초까지 U55 노선에서 운행했으며, 운행 종료 이후에는 다시 동태 보존 상태로 전환되었다.

## 참고 문헌
- Martin Pabst: U- und S-Bahn-Fahrzeuge in Deutschland. GeraMond, München 2000, ISBN 3-932785-18-5